# Passo del Settimo
Il passo del Settimo (romancio Pass da Sett, tedesco Septimerpass) è un valico alpino delle Alpi Retiche occidentali. Collega le valli grigionesi della val Sursette e la val Bregaglia.

## Caratteristiche
Dal punto di vista orografico il valico separa nelle Alpi Retiche occidentali le Alpi del Platta ad ovest dalle Alpi dell'Albula ad est. In direzione nord-ovest a 6 chilometri si trova il paese di Bivio 1770 m s.l.m. nella val Sursette e a 4 chilometri in direzione sud-est si arriva al villaggio di Casaccia 1458 m s.l.m.
Il passo si trova sullo spartiacque dei due grandi bacini europei del Reno a nord e del Po a sud. Fondamentale all'epoca dei Romani, perse il suo ruolo con l'apertura del San Gottardo. Al passo la tradizione ricorda il passaggio del santo missionario e monaco irlandese san Colombano con una targa in bronzo.